# Jordan
 For alternative betydninger, se Jordan (flertydig). (Se også artikler, som begynder med Jordan)
Jordan (arabisk: الأردن) er et land i Mellemøsten øst for Jordanfloden. Nabolande til Jordan er Syrien, Irak, Saudi-Arabien, Israel og Vestbredden.
Jordan er et monarki med en stærk kongemagt. Kong Abdullah II tilhører den hashemitiske kongeslægt, der betragter sig som efterkommere af profeten Muhammed.

## Historie
Det geografiske område, som i dag kaldes Jordan, indgik i oldtiden i den så kaldte "frugtbare halvmåne", som strækker sig fra Iraks floddale til Middelhavet. Landets historie begynder omkring år 2000 f.Kr., da semitiske stammer bosatte sig omkring Jordanfloden i et område, som blev kaldt Kanaan. Derefter invaderedes dette område af en lang række af folkegrupper og erobrere: hettiter, egyptere, israelere, assyrere, babylonere, persere, grækere, romere, arabere, de kristne korstog, mamelukker, Det Osmanniske Rige samt briter.
Da 1. verdenskrig brød ud, indgik området i det Det Osmanniske Rige, men allerede i 1916 delte Storbritannien og Frankrig området mellem sig ved Sykes-Picot-aftalen. Ved afslutningen af 1. verdenskrig tildeltes et stort stykke af det, som i dag er Jordan, Israel, Vestbredden og Gazastriben til Storbritannien som et mandatområde under Folkeforbundet. Storbritannien havde flere hensigter med dette område: Det var et led i bestræbelserne på at forbinde Storbritanniens territorier i Afrika og Indien, som skulle udnyttes til at oprette en stat som erstatning for arabernes støtte under 1. verdenskrig, og en del skulle udnyttes til at give jøderne, der ligeledes havde ydet krigsstøtte. I 1917 sendte den britiske udenrigsminister et privat brev, den så kaldte Balfour-deklaration, som udtalte sin støtte for oprettelsen af en jødisk stat.
I 1922 blev området øst for Jordan-floden, hovedsagelig bestående af ørken, under den hashemitiske prins Abdullah som et emirat. Dette område kaldtes Transjordan og fik en lille militærstyrke, "den arabiske legion", som deltog i en krig mod Irak. Det britiske mandat her ophørte helt 22. maj 1946, og 25. maj 1946 blev området en selvstændig stat. Parlamentet udråbte den hidtidige emir Abdullah ibn Hussein som konge af det nye land. Fra 1. december 1948 har landets officielle navn været det Hashemitiske Kongedømmet Jordan, eller blot Jordan på kort form.
I den vestlige del af det britiske mandatområde var i mellemkrigstiden sket en jødisk indvandring, og i 1947 besluttede FN, at Palæstina skulle deles i et jødisk og et arabisk (palæstinensisk) styret område. Den jødiske stat Israel blev der efter udråbt. Araberne var imidlertid ikke sindede at lade jøderne få deres egen stat og angreb de jødiske områder. Man havde imidlertid undervurderet den jødiske vilje til at forsvare den nye stat. Det lykkedes jøderne at få kontrollen over visse områder, som oprindeligt var udset til at rumme den palæstinensiske befolkning. Tilbage for araberne var her efter Gaza-striben og Vestbredden. Efter den jødisk-arabiske krig i 1948 tog jordanske tropper kontrol over Vestbredden og fik dette område tildelt ved våbenstilstandsaftalen 3. april 1949, med en tillægsbemærkning om, at områdets endelige status skulle afgøres senere. Vestbredden annekteredes imidlertid i 1950, og Transjordan ændrede navn til "Det hashemitiske kongedømme Jordan".
Kong Abdullah blev myrdet uden for indgangen til Klippemoskéen i Jerusalem i 1951 og blev efterfulgt af sønnen Talal, som led imidlertid af psykiske problemer, og blev efterfulgt i 1952 af sin da blot 16-årige søn Hussein. Jordan havde et forsvarsforbund med Storbritannien, som opbyggede landets hær og flyvevåben. Disse blev ledet af britiske officerer, men i 1957 opsagde Jordan aftalen og erstattede officererne med arabere. De nære forbindelser med Storbritannien kompletteredes også med forbindelser med USA som følge af Eisenhowerdoktrinen. Under disse år forsøgte kongen at opbygge landets økonomi samtidig, som tilstrækkelige midler blev afsatte til forsvaret. Især i 1960'erne sås Syrien som en militær trussel.
I maj 1967 indgik Jordan i en militærpagt med Egypten. Den følgende måned deltog parterne sammen med Syrien og Irak i seksdageskrigen mod Israel. Krigen sluttede med israelsk sejr, og Jordan mistede sine områder vest for Jordan-floden Dette område benævnes i dag som Vestbredden. Israel annekterede ikke området, men lod det være under sit militærs styre. Jordan gør fortsat krav på området, og det er således stadigvæk en aktuel territorialstridighed.
Krigen førte også til, at skønsvis 300.000 palæstinensiske flygtninge kom til Jordan. Årene som fulgte var præget af politisk uro, hvilke kulminerede i Sorte September 1970. Jordan formåede da at trænge en mindre syrisk invasion tilbage, og i juli 1971 besejrede man de tungt bevæbnede palæstinensiske terrororganisationer, som blev tvunget til at forlade landet.
Jordan deltog ikke direkte i Yom Kippur-krigen 1973 men sendte en mindre militærstyrke til Syrien for at forsvare syrisk territorium i den israelske modoffensiv. I 1988 afsagde Jordan sig sine territorielle krav på Vestbredden. Landet deltog heller ikke i Kuwait-krigen 1990–1991. Efter denne krig deltog Jordan sammen med Syrien, Libanon og palæstinensiske repræsentanter i fredsforhandlinger med Israel. Disse forhandlinger resulterede i Washington-aftalen 25. juli 1994 og 26. oktober 1994 indgik Jordan og Israel en fredsaftale. Efter kong Husseins død i 1999 blev hans søn Abdullah konge.

## Geografi
Jordan ligger i Mellemøsten og grænser i nord op til Syrien, i nordøst til Irak, i øst og i syd til Saudi-Arabien og i vest til Israel og Vestbredden. Den samlede grænse er 1.619 km, hvoraf 26 km er mindre kyst ved Akababugten og Det Røde Hav.
Større byer inkluderer hovedstaden Amman i nordvest, Irbid og Az Zarga, begge i nord.
Jordan er et ørkenland med nord-syd-gående bjergkæder på op til 1.754 meter i vest langs grænsen mod Israel, og et gradvis fladere landskab mod ørkenområder i øst. Jordan-floden danner den nordlige start på en forkastning, som er forbundet via Det Røde Hav med Riftdalen i Afrika. I Gilead-bjergene i nord ligger både hovedstaden Amman og storbyerne Zarqa og Irbid. Det højeste punkt i landet er Jabal Ram, det laveste er Det Døde Hav.

### Plantevækst
Ørkenområderne har sparsom tornevegetation, og det tidligere frugtbare landet har i dag blot 5 km2 skovområder tilbage, med cypres, eg og akacie. Forsøg på skovplanting har længe været relativt mislykkede.

### Dyreliv
Dyrelivet omfatter hamster, ørn, hyæne, vildkat, ulv, gazelle, nubisk stenbuk og skorpion

### Klima
I nordvest er der Middelhavsklima med varme, tørre somre og kølige, fugtige vintre. Årsnedbøren kan nå op i 800 mm. I resten af landet er der kontinentalt ørkenklima, og i Amman er middeltemperaturen 31-38 °C om sommeren og 13-19 °C om vinteren. I landets vestlige dele får man dog mellem november og april større mængder af nedbør i regntiden.
| Vejr for Amman          | Vejr for Amman | Vejr for Amman | Vejr for Amman | Vejr for Amman | Vejr for Amman | Vejr for Amman | Vejr for Amman | Vejr for Amman | Vejr for Amman | Vejr for Amman | Vejr for Amman | Vejr for Amman | Vejr for Amman |
|                         | Jan            | Feb            | Mar            | Apr            | Maj            | Jun            | Jul            | Aug            | Sep            | Okt            | Nov            | Dec            | År             |
| ----------------------- | -------------- | -------------- | -------------- | -------------- | -------------- | -------------- | -------------- | -------------- | -------------- | -------------- | -------------- | -------------- | -------------- |
| Gennemsnitlig maks °C   | 12             | 13             | 16             | 23             | 28             | 31             | 32             | 32             | 31             | 27             | 21             | 15             | 23,4           |
| Gennemsnitlig min °C    | 4              | 4              | 6              | 9              | 14             | 16             | 18             | 18             | 17             | 14             | 10             | 6              | 11,3           |
| Gennemsnitlig nedbør mm | 69             | 74             | 31             | 15             | 5              | 0              | 0              | 0              | 0              | 5              | 33             | 46             | 278            |
| Kilde: BBC Weather      |                |                |                |                |                |                |                |                |                |                |                |                |                |

## Demografi
Befolkningstilvæksten er stor, hele 2,6 %, og næsten 40 % af befolkningen er under 15 år. 87 % er arabere, 7 % armeniere, 2 % tjerkessere og 2 % kurdere. Dertil kommer fremmedarbejdere, hovedsagelig fra Egypten, men også fra Sydasien. Hele 79 % af Jordans befolkning bor i byer.
De største byer (2007) er Amman med 1,5 millioner indbyggere, fulgt af Zarqa (1 million), Irbid (800.000), ar-Rusaifa (300.000), Wadi-as-Sir (200.000), Akaba (105.000), Mabada (85.000) og al-Baq'a by (81.000).

### Etnisk fordeling
Majoritetsbefolkningen er arabere. I landet findes omkring 1,9 millioner palæstinensiske internt fordrevne. De har et eget FN-organ, UNRWA.

### Sprog
Det officielle sprog i Jordan er arabisk, men også engelsk er et sprog, som mange jordanere taler. I Jordan er det obligatorisk at lære sig arabisk og engelsk. Fransk undervises der i i visse statslige og private skoler, men det er ikke obligatorisk.

### Religion
I Jordan er 93 % af befolkningen sunnimuslimer, og islam er statsreligionen. Kristne udgør 6 %, mens andre religioner står for 2 %. I byen Zarqa bor nogen drusere. Mange kristne irakere har bosat sig i Jordan, og de kristne udgør ofte omkring 20 % af medlemmerne af parlamentet.
Den jordanske grundlov fra 1952 kræver, at kongen og hans efterfølgere skal være muslimer og sønner af muslimske forældre.

## Næringsliv
Jordan har få naturressourcer og begrænsede vand- og energiressourcer. Olieimport fra Irak blev i 2003 delvis erstattet af import fra Golfstaterne. Samme år blev en gasrørledning fra Egypten til Akaba fuldført, og planen er, at den skal videreføres til Amman. Indtil for nylig har landet været ensidig i sin eksport af fosfater, og af overføringer og bistand fra udlandet. Jordan blev medlem af WTO i 2000. Frihandelsaftaler med USA fra 2001 og med EU fra 2002 har givet stærk stimulans til produktion og eksport af lette forbrugsvarer og tekstiler. Teko-industriens eksport voksede med 2.000 procent fra 2000 til 2005. Der drives en del udviklingsprojekter inden for solenergi, hvor landet har stort potentiale.
Regeringens vigtigste satsningsområde er turisme og Aqaba Special Economic Zone (ASEZ), som skal tiltrække teknologi og IKT-industri gennem gunstige rammebetingelser. Ifølge den amerikanske, frivillige organisation National Labor Committee, har Jordan betydelig indslag af underbetalte arbejdere i produktionsanlæg med dårlige sociale forhold.
Verdensbanken klassificerer Jordan som et "lavere mellemklasse land." BNP per indbygger var omkring $1,817 (€1,479) i 2003, med 14,5 % registreret arbejdsløshed – men reelt nærmere 30 %. Uddannelsesniveauet er relativt højt. Inflationen er lav, blot omkring 2,3 % i 2003, og finans- og valutapolitikken har været ganske stabil siden omkring 1995. Uroen i Mellemøsten er imidlertid forstyrrende for landets økonomiske udvikling og evnen til at tiltrække udenlandske investeringer. Landet har stor indvandring fra nabostater, hvor der er politisk uro, og dette giver både nye ideer og vækstimpulser og samtidig betydeligt pres på offentlige tjenester og budgetter.
Turismen bidrager med 10-12 % af nationalproduktet og stimuleres af, at landet er politisk mere stabilt end mange andre lande i Mellemøsten. Den vigtigste seværdighed er den antikke klippeby Petra, som står på listen over Verdens syv nye vidundere. I lighed med Petra har også stedet Jerash romerske ruiner. Naturbaserede oplevelser udnyttes særlig gennem ørken- og bjergvandring, ikke mindst i Wadi Rum.

### Infrastruktur
Jordans vejnet omfattede år 2000 totalt 8.000 kilometer og er tillige den vigtigste transportforbindelse, som forbinder samtlige større byer. Den største del af vejene er asfalterede. Transitforbindelsen Aqaba-Bagdad udbygges stadigt, efter som det er den vigtigste vej i landet.
Den eneste havn i landet, Aqaba, får store investeringstilskud for at kunne forøge kapaciteten.
Landets jernbanenet er dårligt udbygget og den gamle Hijaz-jernbane, som byggedes til pilgrimsrejser fra Syrien gennem Jordan til Medina og Mekka, er forældet og af ringe betydning. Den nybyggede jernbane Maan-Aqaba er en vigtig forbindelse til fremme af fosfateksporten.
Det statslige flyselskab er Royal Jordanian Airline,Jordan Aviation & Alia, og der findes internationale flyvepladser i Jordan/Amman som Amman - Queen Alia International Airport, Amman - Marka Airport og i byen Aqaba, Aqaba - King Hussein International Airport.

## Politik
Jordan er et konstitutionelt monarki, der bygger på en grundlov fra 1952. Kongen af Jordan og hans ministerråd har den udøvende magt. Den jordanske konge har en vidtgående magt, han undertegner og sætter alle love i kraft, men hans eventuelle veto kan ignoreres, hvis to tredjedele i over- og underhuset i Jordans parlament stemmer for det. Det er også kongen, som udser (og afskediger) landets dommere, godkender tillæg til grundloven, erklærer krig og leder de krigsførende tropper. Kongens ministerråd ledes af en statsminister og udses af kongen, som også kan afskedige rådsmedlemmer på statsministerens anmodning. Rådet svarer til underhuset i Jordans parlament og kan tvinges til at træde tilbage, hvis to tredjedele af underhuset stemmer for det.
Den lovgivende magt i Jordan ligger hos landets tokammerparlament. Underhuset består af 150 personer, som vælges for fire år ved almindelige valg. Senatets 75 medlemmer vælges af kongen for perioder på otte år. 15 pladser er reserverede til kvinder. Visse pladser er tillige reserverede til kristne og tjerkessere.

### Administrativ inddeling
Jordan er inddelt i 12 guvernementer (muhafazah), alle ledede af en guvernør som er udpeget af kongen. Guvernørerne styrer statslige departementer og udviklingsprojekter i sine respektive provinser.
| Guvernement | Hovedstad | Areal (km²) | Indbyggere (2007 skøn) | Tæthed (indb/km²) |
| ----------- | --------- | ----------- | ---------------------- | ----------------- |
| Ajlun       | Ajlun     | 420         | 131,600                | 313.3             |
| Amman       | Amman     | 7,579       | 2,220,500              | 293.0             |
| Akaba       | Akaba     | 6,900       | 120,200                | 17.4              |
| Balqa       | Salt      | 1,119       | 383,400                | 342.6             |
| Irbid       | Irbid     | 1,572       | 1,018,700              | 648.0             |
| Jerash      | Jerash    | 410         | 171,700                | 418.8             |
| Karak       | Karak     | 3,495       | 223,200                | 63.9              |
| Ma'an       | Ma'an     | 32,832      | 108,800                | 3.3               |
| Madaba      | Madaba    | 940         | 143,100                | 152.2             |
| Mafraq      | Mafraq    | 26,541      | 263,200                | 9.9               |
| Tafilah     | Tafilah   | 2,209       | 80,100                 | 36.3              |
| Zarqa       | Zarqa     | 4,761       | 852,700                | 179.1             |

## Forhold til Danmark
Jordan har diplomatisk mission i Danmark i form af et konsulat i Snaregade, København.
Det ledes af Jørgen Seckfleth Carle.
Omvendt har Danmark diplomatisk mission i Jordan i form af en honorær generalkonsul i Amman.
Generalkonsulen er Rudain Tawfiq Kawar.
Den tilknyttede ambassade er Danmarks ambassade i Beirut.
Jordan var en af de lande hvor der var indsats under det danske udenrigsministeriums program Det Arabiske Initiativ.
Efter den første Muhammedkrise blev der oprettet en dansk ambassade i Amman i 2007, men den blev lukket allerede i 2010.
Thomas Lund-Sørensen var ambassadøren.
En tilstedeværelse i Jordan blev fastholdt med en enkelt embedsmand som tovholder for Det Arabiske Initiativ.
I februar 2009 i forbindelse med den anden Muhammedkrise demonstrerede omkring 300 personer ved den danske ambassade i Amman og Dannebrog blev brændt af.
Nogle måneder senere i juni blev en række danske mediefolk stævnet af en jordansk strafferet for blasfemi,
og senere på måneden krævede det jordanske parlamentsmedlem Ali al-Daaeen at den danske og den hollandske ambassadør skulle udvises.
I 2005 var der en vareeksport fra Danmark til Jordan på 233 millioner kroner.
I 2013 fik Vestas en ordre på anslået 850 millioner kroner til etablering af Jordans første store vindmøllepark, Al Tafila, med 38 V112-vindmøller på sammenlagt 117 megawatt.
Der har været danske arkæologiske udgravninger Tall al Fukhãr i Wadi ash-Shallale ved den syriske grænse,
og forskere fra Københavns Universitet har undersøgt tidlig domesticering af hunde i Harrat al-Sham i det nordøstlige Jordan.
Et dansk-jordansk samarbejde har anvendt luminiscens-datering på materiale fra arkæologiske udgravninger i Jordan.
Morten Valbjørn fra Aarhus Universitet har ad flere omgange skrevet om den politiske udvikling i Jordan.
Danske rejseselskaber arrangerer turistrejser til Jordan.
Dels som en solsikker destination året rundt til sol- og strandferie ved Aqaba,
dels kulturorienterede rejser med fokus på Amman og udflugter til Petra og Wadi Rum.
Embedsmanden og forfatteren Mogens Blom lader handlingen i sin roman Gidsel i Amman fra 2014 udspille sig i Jordan.
Forfatteren befandt sig på et af de hoteller i Amman hvor der skete de koordinerede selvmordsbombeangreb i 2005.